# Titularbistum Thinisa in Numidia
Das Bistum Thinisa in Numidia (italienisch diocesi di Tinisa di Numidia, lateinisch Dioecesis Thinisensis in Numida) ist ein Titularbistum der römisch-katholischen Kirche. 
Das Bistum Thinisa in Numidia war in Numidien angesiedelt, einer historischen Landschaft in Nordafrika, die weite Teile der heutigen Staaten Tunesien und Algerien umfasst.
| Titularbischöfe von Thinisa in Numidia |                                  |                                                                                         |                   |                  |
| Nr.                                    | Name                             | Amt                                                                                     | von               | bis              |
| 1                                      | Francesco Venanzio Filippini OFM | Apostolischer Vikar von Mogadischu (Britisch-Somaliland/Italienisch-Somaliland/Somalia) | 23. Mai 1933      | 31. März 1973    |
| 2                                      | Mario Revollo Bravo              | Weihbischof in Bogotá (Kolumbien)                                                       | 13. November 1973 | 28. Februar 1978 |
| 3                                      | Javier Lozano Barragán           | Weihbischof in Mexiko (Mexiko)                                                          | 5. Juni 1979      | 28. Oktober 1984 |
| 4                                      | Mario Picchi SDB                 | Altbischof von Venado Tuerto (Argentinien)                                              | 19. Juni 1989     | 29. März 1997    |
| 5                                      | Vincenzo Pelvi                   | Weihbischof in Neapel (Italien)                                                         | 11. Dezember 1999 | 14. Oktober 2006 |
| 6                                      | Laurent Chu Van Minh             | Weihbischof in Hanoi (Vietnam)                                                          | 15. Oktober 2008  | 5. August 2025   |